# Garrapatas y catapultas
Carrapatos e Catapultas en español (Garrapatas y catapultas) es una serie de animación brasileña. Ella es una coproducción del estudio Zoom elefante con el TV Brasil y TV Cultura. El creador de la serie, el escritor Almir Correia, tiene como principales influencias los dibujos animados Los Picapiedra y Bob Esponja, además de series como Perdidos en el Espacio y Star Wars.  En Latinoamérica se transmitió en Tooncast y Boomerang.

## Sinopsis
La primera temporada de garrapatas y catapultas tuvieron 13 episodios, dirigidos a niños de 8-12 años de edad, la serie promueve un universo extravagante e irreverente, medio real y medio absurdo. A través de un humor basado en el lenguaje nonsense, la serie tiene como objetivo sensibilizar a los jóvenes a disfrutar y pensar en temas relevantes para su día a día. La serie muestra las aventuras de los garrapatas boca de pato Bum, Bod, Globo y Bajito, que son grandes amigos y habitantes del planeta Vaca. En este planeta, las garrapatas nacen con paracaídas y se movilizan lanzándose con catapultas, les encanta chupar gororoba y cuando aumentan mucho de peso, explotan y se van a vivir al mundo de las garrapatas fantasmas, considerado un paraíso para ellos.

## Doblaje en Español
La animación fue doblada al español en Venezuela, en el estudio de doblaje Etcetera Group.
- Bum - José Durán
- Bod - Rolman Bastidas
- Globo - Jorge Bringas
- Bajito - Juan Guzmán
- Pati - Stefany Villarroel
- Bonaparte - Georges Zalem
- Letreros - Juan Guzmán

## Emisión
| País        | Cadena(s)       | Título                  | Primera emisión       |
| ----------- | --------------- | ----------------------- | --------------------- |
| Brasil      | TV Brasil       | Carrapatos e Catapultas | 17 de abril de 2010   |
| Brasil      | TV Cultura      | Carrapatos e Catapultas | 23 de abril de 2010   |
| Brasil      | Cartoon Network | Carrapatos e Catapultas | 18 de febrero de 2012 |
| Brasil      | Tooncast        | Carrapatos e Catapultas | 1 de junio de 2013    |
| Brasil      | Boomerang       | Carrapatos e Catapultas | 1 de mayo de 2016     |
| Argentina   | Tooncast        | Garrapatas y Catapultas | 1 de junio de 2013    |
| Chile       | Tooncast        | Garrapatas y Catapultas | 1 de junio de 2013    |
| Venezuela   | Tooncast        | Garrapatas y Catapultas | 1 de junio de 2013    |
| Uruguay     | Tooncast        | Garrapatas y Catapultas | 1 de junio de 2013    |
| Panamá      | Tooncast        | Garrapatas y Catapultas | 1 de junio de 2013    |
| México      | Tooncast        | Garrapatas y Catapultas | 1 de junio de 2013    |
| Bolivia     | Tooncast        | Garrapatas y Catapultas | 1 de junio de 2013    |
| Colombia    | Tooncast        | Garrapatas y Catapultas | 1 de junio de 2013    |
| Honduras    | Tooncast        | Garrapatas y Catapultas | 1 de junio de 2013    |
| Ecuador     | Tooncast        | Garrapatas y Catapultas | 1 de junio de 2013    |
| Paraguay    | Tooncast        | Garrapatas y Catapultas | 1 de junio de 2013    |
| Costa Rica  | Tooncast        | Garrapatas y Catapultas | 1 de junio de 2013    |
| El Salvador | Tooncast        | Garrapatas y Catapultas | 1 de junio de 2013    |

- Datos: Q15127991